# Czuńkiw
Czuńkiw (ukr. Чуньків) – wieś na Ukrainie, w obwodzie czerniowieckim, w rejonie czerniowieckim. W 2001 roku liczyła 1414 mieszkańców.